# Archidiocèse de Trujillo
Ne doit pas être confondu avec Diocèse de Trujillo (Venezuela) ou Diocèse de Trujillo (Honduras).
L'archidiocèse de Trujillo (en latin : Archidioecesis Truxillensis ; en espagnol : Arquidiócesis de Trujillo) est un archidiocèse métropolitain de l'Église catholique du Pérou.

## Territoire

Archidiocèse de Trujillo
Suffragants

L'archidiocèse comprend neuf provinces du département de La Libertad : Ascope, Chepén, Gran Chimú, Julcán, Otuzco, Pacasmayo, Santiago de Chuco, Trujillo et Virú. Les autres provinces de ce département sont gérées par la prélature territoriale de Huamachuco.
Son territoire a une superficie de 16 474 km2 divisé en 79 paroisses. Le siège archiépiscopal est dans la ville de Trujillo où est la cathédrale Sainte-Marie-de-l'Annonciation.
Il possède six diocèses suffragants : Cajamarca, Chimbote, Huamachuco, Huaraz, Huarí et Moyobamba.

## Histoire
Le diocèse de Trujillo est érigé le 15 avril 1577 par la bulle Illius fulciti praesidio du pape Grégoire XIII, recevant son territoire de l'archidiocèse de Lima, dont il est originellement suffragant.
Le 28 mai 1803, il cède une portion de territoire pour l'érection du diocèse de Maynas (aujourd'hui diocèse de Chachapoyas). Il cède de nouveau une partie de son territoire le 5 avril 1908 pour l'établissement du diocèse de Cajamarca.
Par la bulle Ex sublimi Petri du 2 juin 1843 de Grégoire XVI, il cède encore du territoire au diocèse de Chachapoyas en donnant les provinces de Pataz et de Chachapoyas.
Le 29 février 1940, il cède une partie de son territoire pour la création du diocèse de Piura (aujourd'hui archidiocèse de Piura).
Le 23 mai 1943, il est élevé au rang d'archidiocèse métropolitain par la constitution apostolique Inter praecipuas du pape Pie XII avec les diocèses de Piura, Cajamarca et Chachapoyas comme suffragants.
Il cède d'autres portions de territoire le 17 décembre 1956 pour l'érection du diocèse de Chiclayoet le 4 décembre 1961 pour la création de la prélature territoriale de Huamachuco.

## Évêques et archevêques
Évêques
- Alonso Guzmán y Talavera, O.S.H (15 avril 1577 - ?)
  - Francisco de Obando, O.F.M.Obs (1611 - ?) évêque élu
  - Luís Jerónimo de Cárcamo (25 mai 1611 - 1611) évêque élu
  - Juan de la Cabeza, O.P (1614 - 1614) évêque élu
- Francisco Díaz de Cabrera y Córdoba, O.P (6 octobre 1614 - 26 avril 1620)
- Carlos Marcelo Corni Velázquez (17 août 1620 - 16 octobre 1630)
- Ambrosio Vallejo Mejía, O.Carm (10 février 1631 - 29 octobre 1635)
- Diego Montoya Mendoza (5 octobre 1637 - 14 avril 1640)
  - Luis Córdoba Ronquillo, O.SS.T (13 août 1640 - 24 novembre 1640)
- Juan Sánchez Duque de Estrada (12 novembre 1641 - 1643)
- Pedro Ortega Sotomayor (21 août 1645 - 16 décembre 1647) nommé évêque d'Arequipa
  - Marcos Salmerón (7 août 1647 - 21 janvier 1648) évêque élu
- Andrés García de Zurita (4 avril 1650 - 2 août 1652)
  - Diego del Castillo y Artigas (9 mars 1654 - 25 février 1658 évêque élu, nommé évêque de Badajoz
  - Francisco de Godoy (1er septembre 1659 - 1659) évêque élu
- Juan de la Calle y Heredia, O. de M. (5 septembre 1661 - 1er octobre 1674) nommé évêque d'Arequipa
  - Álvaro de Ibarra (17 décembre 1674 - 1675) évêque élu
- Antonio de León y Becerra (19 octobre 1676 - 14 juin 1677 nommé évêque d'Arequipa
- Francisco de Borja (4 septembre 1679 - 13 avril 1689)
  - Juan de Bustamante (1693 - 1693) évêque élu
  - Pedro de la Serena, O.S.H (28 septembre 1693 - septembre 1695) évêque élu
- Pedro Díaz de Cienfuegos (20 février 1696 - 9 janvier 1702)
- Juan Victores de Velasco, O.S.B (28 novembre 1707 - 10 décembre 1713)
- Diego Montero del Águila (21 janvier 1715 - 25 février 1718)
- Jaime de Mimbela, O.P (20 mars 1720 - 4 août 1739)
- Gregorio de Molleda Clerque (19 décembre 1740 - 4 septembre 1747) nommé archevêque de La Plata o Charcas
- José Cayetano Paravicino, O.F.M.Obs (4 septembre 1747 - 20 octobre 1750)
- Bernardo de Arbiza y Ugarte (15 novembre 1751 - 20 octobre 1756)
- Cayetano Marcellano y Agramont (23 mai 1757 - 13 mars 1758) nommé archevêque de La Plata o Charcas
- Francisco Javier de Luna Victoria y Castro (13 mars 1758 - 11 mars 1777)
- Baltazar Jaime Martínez de Compañón (1er juin 1778 - 15 décembre 1788) nommé archevêque de Santafé en Nueva Granada
- José Andrés de Achurra y Núñez del Arco (15 décembre 1788 - 1792)
- Blas Sobrino y Minayo (12 septembre 1794 - 26 avril 1796)
- José Carrión y Marfil (3 juillet 1798 - 24 janvier 1825)[9]
  - Sede vacante (1825-1835)
- Tomás Diéguez y Florencia (24 juillet 1835 - 8 juin 1845)
- José Higinio de Madalengoitia y Sanz de Zárate (19 janvier 1846 - 4 novembre 1848)
  - Sede vacante (1848-1853)
- Agustín Guillermo Charún (7 mars 1853 - 22 février 1857)
- Francisco Orueta y Castrillón (26 septembre 1859 - 21 mars 1873) nommé archevêques de Lima
- José Domingo Armestar (21 décembre 1874 - 14 décembre 1881)
  - Sede vacante (1881-1889)
- Manuel José Medina y Bañon (14 février 1889 - 22 mars 1907)
  - Sede vacante (1907-1910)
- Carlos García Irigoyen (21 mars 1910 - 21 octobre 1937)
  - Sede vacante (1937-1940)
- Juan Gualberto Guevara (15 décembre 1940 - 23 mai 1943) devient archevêque de Trujillo

Archevêques
- Juan Gualberto Guevara (23 mai 1943 - 16 décembre 1945) nommé archevêque de Lima
- Aurelio Macedonio Guerriero (20 septembre 1946 - 25 mai 1957)
- Federico Pérez Silva, C.M (15 juin 1957 - 16 octobre 1965)
- Carlos María Jurgens Byrne, C.Ss.R. (6 décembre 1965 - 29 décembre 1976)
- Manuel Prado Pérez-Rosas, S.J (29 décembre 1976 - 29 juillet 1999)
- Miguel Cabrejos Vidarte, O.F.M (29 juillet 1999 - 11 février 2025)
- Gilberto Alfredo Vizcarra Mori, S.J., depuis le 11 février 2025